# Raimundo Pereira
Raimundo Pereira (født 28. august 1956) er en advokat og politiker fra Guinea-Bissau, der blev indsat som midlertidig præsident i Guinea-Bissau fra 3. marts til 8. sptember 2009 efter at den demokratisk valgte præsident João Bernardo Vieira blev dræbt af militæret. Han var igen fungerende præsident fra 9. januar til 12.  april 2012.
Raimundo Pereira, der er uddannet jurist, er medlem af det politiske parti Det afrikanske parti for Guinea-Bissau og Kap Verdes uafhængighed (PAIGC – Partido Africano da Independência da Guiné e Cabo Verde), som ved parlamentsvalget i 2004 blev landets største, og hvis leder Carlos Gomes Júnior siden valget i 2004 havde været Guinea-Bissaus premierminister i to korte perioder.
Pereira som ved sin udpegning som midlertidig præsident fungerede som parlamentsformand var forfatningsmæssigt bundet til inden for 60 dage at fastsætte en dato for afholdelse af et nyt præsidentvalg. 